# Dromococcyx pavoninus
El cuco pavonino, cuclillo pavonino  o yasiyateré chico   en Argentina (Dromococcyx pavoninus), es una especie de cuco en la familia Cuculidae. 

## Distribución
Se encuentra en Argentina, Bolivia, Brasil, Ecuador, Guayana Francesa, Guyana, Paraguay, Perú y Venezuela. 

## Hábitat
Su hábitat natural son los bosques húmedos subtropicales o tropicales de tierras bajas y bosques montanos húmedos subtropicales o tropicales.